# João Correia Manuel Aboim
 João Correia Manuel Aboim  (Portugal, 1814 — Setúbal, Portugal, 1861) foi um poeta e jornalista português. 

## Vida
Começou os seus estudos com o curso de marinha, que não completou, em 1834 demitiu-se. Protegido pelo arcebispo de Lacedemonia, obteve a nomeação de secretário da Bula de Santa Cruzada e depois, em 1838, a de amanuense do ministério do reino, de que foi exonerado por circunstâncias políticas. João de Aboim estivera no Rio de Janeiro uns quatro ou cinco anos, na delegação portuguesa, e dizem que vivendo também do que escrevia. 
Foi empregado sucessivamente em varias companhias.

## Obras
Escreveu duas obras poéticas: 
- O livro de minha alma.
- Saudades da minha terra.
- Em Setúbal, em 1859, redigiu um semanário, intitulado "O Improviso".
- Devaneios poéticos, Lisboa, 1854.
- Os meus últimos versos, Lisboa, 1854;
- Á tarde entra a murta, comédia em 3 actos;
- O homem põe e Deus dispõe, em 2 actos;
- As nódoas de sangue, drama em 3 actos;
- Cada louco com sua mania, em l acto;
- Vielmina, romance de Paulo Foucher, traduziu do francês.
- Colaborou nos seguintes jornais: "O Português", "Correio de Setúbal", "Cisne do Sado", "Curioso de Setúbal".
- As Modas,
- Época
- O Jornal do Comércio. As suas obras dramáticas representaram-se muito em Lisboa e no Brasil.